# Kervignac
Kervignac település Franciaországban, Morbihan megyében. Lakosainak száma 7085 fő (2022. január 1.). Kervignac Hennebont, Languidic, Nostang, Merlevenez, Locmiquélic, Lanester és Brandérion községekkel határos.

## Népesség
A település népességének változása:
| Lakosok száma | 2119 | 2969 | 3681 | 5042 | 6489 | 6559 | 6596 | 6786 | 6858 | 7085 |
|               | 1968 | 1982 | 1990 | 2006 | 2013 | 2015 | 2017 | 2019 | 2020 | 2022 |